# Konrad Henkel

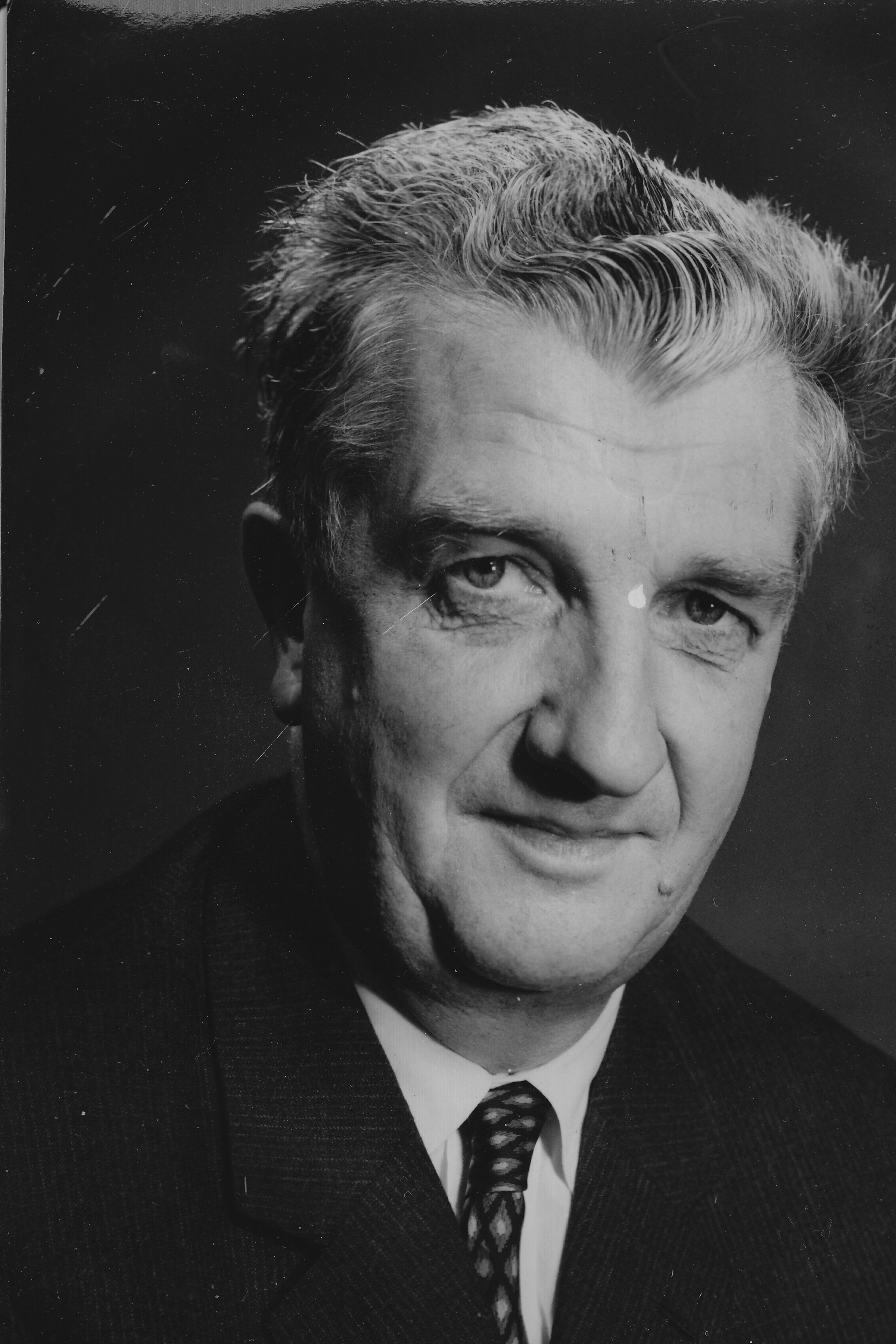
Konrad Henkel (um 1975)

Konrad Henkel (* 25. Oktober 1915 in Düsseldorf; † 24. April 1999 ebenda) war ein deutscher Industrieller und langjähriger Chef des Henkel-Konzerns und Chemiker.

## Leben
Der Großvater des 1915 geborenen Konrad Henkel war Fritz Henkel (1848–1930), der 1876 die Waschmittelfabrik Henkel & Cie in Aachen (seit 1878 Firmensitz in Düsseldorf) gründete. Konrad Henkel wurde als zweiter Sohn von Hugo Henkel und Gerda Henkel  geboren. Konrad Henkel machte in Düsseldorf das Abitur und studierte anschließend an der Technischen Hochschule München Chemie. Er wechselte dann zur Technischen Hochschule Braunschweig und später an die Technische Hochschule Karlsruhe, wo er 1939 promoviert wurde.
Zwischen 1939 und 1945 war er am damaligen Kaiser-Wilhelm-Institut für medizinische Forschung in Heidelberg beschäftigt und forschte dort bei Richard Kuhn über Giftgase (Mitentdecker von Soman).  1948 trat er als Chemiker in der Produktentwicklung in das Unternehmen Henkel ein. Von 1949 bis 1956 war Konrad Henkel Leiter der Produktentwicklung von Henkel und wurde 1956 schließlich Mitglied der Geschäftsführung.
Nach dem frühen Tod seines Bruders Jost im Jahr 1961 wurde Konrad Henkel Vorsitzender der Geschäftsleitung des Unternehmens, das er 1975 dann in eine KGaA überführte. 1980 schied Konrad Henkel aus der Unternehmensführung aus und wechselte in den Aufsichtsrat, dessen Vorsitz er zwischen 1980 und 1990 innehatte. Den Vorsitz der Geschäftsführung übergab er an Helmut Sihler, den ersten familienfremden Manager an der Spitze des Unternehmens. Zwischen 1976 und 1990 war Konrad Henkel zudem Vorsitzender im Gesellschafterausschuss der Henkel KGaA, von 1990 bis 1999 Ehrenvorsitzender der Henkel-Gruppe. In seine Zeit als Vorsitzender im Gesellschafterausschuss und Aufsichtsrat fällt der Börsengang des Unternehmens im Jahr 1985. 1999 starb Konrad Henkel im Alter von 83 Jahren in seiner Heimatstadt Düsseldorf.
Von 1972 bis 1973 war Henkel Präsident des Verbands der Chemischen Industrie (VCI), von 1967 bis 1990 Vorsitzender des Industrie-Clubs Düsseldorf  und von 1982 bis 1991 Aufsichtsratsvorsitzender der Degussa AG.
Konrad Henkel war in den 1980er Jahren in eine Parteispenden-Affäre verstrickt. Man warf ihm vor, 4,22 Millionen Mark an CDU/CSU und FDP gespendet und somit 1,896 Millionen Mark an Steuern hinterzogen zu haben. Die Bonner Staatsanwaltschaft erließ einen Strafbefehl über 3,5 Millionen Mark, welchem Henkel widersprach. Daraufhin wurde Ende 1988 ein Prozessverfahren gegen ihn eingeleitet. Dieses Verfahren wurde im Januar 1990 wegen Formfehlern im Strafbefehl eingestellt.
Henkel erhielt viele Ehrungen, u. a. die Ehrenbürgerschaft der Landeshauptstadt Düsseldorf 1976, das Große Goldene Ehrenzeichen für Verdienste um die Republik Österreich 1978, das Große Verdienstkreuz im Jahre 1980, die Wilhelm-Normann-Medaille der Deutschen Gesellschaft für Fettwissenschaft 1985 und das Große Verdienstkreuz mit Stern 1995. Das AudiMax der Heinrich-Heine-Universität in Düsseldorf ist nach ihm benannt. 1986 wurde die Konrad-Henkel-Stiftung begründet. 
Konrad Henkel hatte aus erster Ehe die drei Töchter Andrea, Renate und Karin sowie aus zweiter Ehe (1955) mit seiner Frau Gabriele Henkel den Sohn Christoph Henkel, der seine Unternehmensanteile erbte.